# 24. Waffen-Gebirgs-(Karstjäger-)Division der SS
Die 24. Waffen-Gebirgs-(Karstjäger-)Division der SS  war ein Großverband der Waffen-SS, der sich überwiegend aus italienischen Freiwilligen zusammensetzte. Sie entstand am 1. August 1944 durch die Umbenennung des 1942 aufgestellten „Karstwehr-Bataillons“ und wurde in Norditalien – vor allem in Friaul und Julisch Venetien – gegen Partisanen eingesetzt und ergab sich erst am 10. Mai 1945 US-amerikanischen Truppen in Kärnten.

## Vorgeschichte

### Herkunft des Begriffs Karstjäger
Karstjäger waren speziell ausgebildete Infanteristen für den Einsatz in einer spezifischen Gebirgslandschaft mit vielen Höhlen. Eine Karst-Landschaft entsteht durch bestimmte geologische Aspekte. Typischerweise handelt es sich um eine Landschaft mit vielen Schluchten und Höhlen, die jedoch grundsätzlich eher trockener Natur ist. Diese spezifischen Eigenschaften des Landschaftsbildes gibt es nur in einigen Gegenden der Welt und namensgebend war eine vorwiegend aus Karbonatgesteinen aufgebauten Gebirgslandschaft östlich von Triest, die sich bis nach Jugoslawien erstreckte. Das Landschaftsbild ermöglichte und erforderte speziell ausgebildete Soldaten für die Kampfführung in dieser Umgebung. Der Begriff des Jägers wurde für einen leichten Infanteristen jener Epoche verwendet.

### Karstwehr-Bataillon

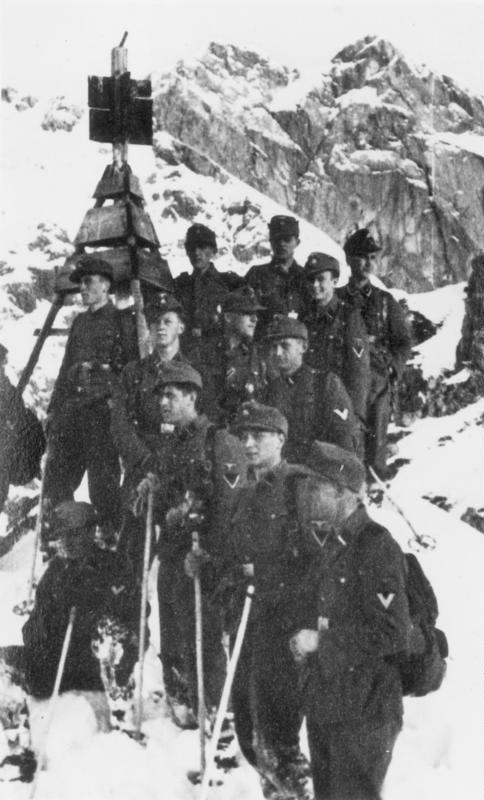
Skiausbildung (Karstwehr-Bataillon 1942)

Am 10. Juli 1942 erließ das SS-Führungshauptamt den Befehl zur Aufstellung eines Karstwehrbataillons. SS-Standartenführer Hans Brand, ein promovierter Geologe, war für die Aufstellung und Ausbildung des Bataillons zuständig. Hierzu wurde auf der Bernitz-Hochebene bei Pottenstein das Bataillonslager für 600 Rekruten errichtet. Eine erste Kompanie entstammte dem Reserve-Bataillon der 23. SS-Division im Ausbildungslager der SS in Dachau. Diese Einheit bildete den Personalrahmen des neu aufzustellenden Bataillons. Viele der Offiziere entstammen der Geologischen Gesellschaft der SS. Mannschaften wurden unter Volksdeutschen aus Jugoslawien und Südtirol gewonnen.

### SS-Karstwehr-Bataillon
Am 15. November 1942 wurde der Verband in SS-Karstwehr-Bataillon umbenannt.

#### KZ-Außenlager Pottenstein
Südlich von Pottenstein an der heutigen B470 wurde für die SS ein Übungsgelände mit dem Schöngrundsee angelegt und für die Spezialeinheit Karstwehr auch der Ausbau in und außerhalb der Teufelshöhle begonnen. Hierzu setzte die SS zahlreiche in einem örtlichen Außenlager des KZ untergebrachte Zwangsarbeiter ein.

### Einsatz
Später wurde das SS-Karstjäger-Bataillon dem Höchsten SS- und Polizeiführer Italien für die Bekämpfung von Partisanenverbänden zugewiesen und kam vor allem im damaligen Nordostitalien zum Einsatz.
So kommt der Verband im September 1943 bei der Entwaffnung der italienischen Streitkräfte im Raum Travesio zum Einsatz.
Von Oktober 1943 bis Juni 1944 ist das SS-Bataillon in Gradisca d’Isonzo stationiert und wird von dort aus zu Operationen gegen Partisanen im Raum Triest und Udine befohlen. Auch an Kämpfen in Istrien ist das Bataillon beteiligt. Schon im Oktober kommt es zu Gefechten und Überfällen bei denen auf beiden Seiten Verluste auftreten, so wurde zum Beispiel am 10. Oktober eine deutsche Patrouille am Passo Predil (Predilpass) angegriffen und es gab Verluste bei dem deutschen Verband. Die Folge war eine Vergeltungsaktion gegen das Dorf Strmec-na-Predelu am südlichen Ende des Pass, bei der 16 Einwohner des Ortes exekutiert und der Ort niedergebrannt wurde. Bis zum 19. Oktober kam es im Raum Bovec (Flitsch), einer Kleinstadt, die weiter südlich an der Passstraße liegt, zu weiteren Kämpfen bei denen 18 deutsche Soldaten getötet wurden und zwei italienische Gebirgsgeschütze erbeutet wurden. Die Zahl der gegnerischen Opfer ist nicht bekannt.
Ende Oktober und November 1943 war das Bataillon an der Operation Traufe im Raum Žaga und Karfreit beteiligt.
Zum Ende November wird eine zeitweilige Unterstellung des Verbands beim Höchsten SS- und Polizeiführer Italien, SS-Gruppenführer Karl Wolff, vorgenommen.
Bei der Operation Ratte im Februar 1944 wurden die Orte Komen und Branik (bis 1955 Rihenberg) niedergebrannt und die Einwohner in Arbeitslager verschleppt. Zu diesem Zeitpunkt vermutete der deutsche Generalstab, dass die kommunistischen Partisanen im Raum von Gorizia eine Mannstärke von 20.000 Bewaffneten aufbringen konnten.
Während des März 1944 wurde eine Serie von Operationen durchgeführt, um die starken Partisanenkräfte unter Kontrolle zu bringen. Diese liefen unter den Namen: Operation Zypresse, Operation Märzveilchen, Operation Mole und Operation Hellblau. Es kam zu vielen Tötungen und Exekutionen nach Gefangennahme.
Im April wurde 12-tägige Operation Osterglocke durchgeführt und am 7. Mai 1944 begann langfristige Operation Annemarie, die bis zum 16. Juli 1944 durchgeführt wurde. Ende Mai kam die ergänzende Operation Liane hinzu.
Als im Juni 1944 eine Patrouille des Bataillons im Umland der Stadt Cividale del Friuli nicht zurückkehrt und am folgenden Tag die massakrierten und enthaupteten Leichen der Soldaten aufgefunden werden, kommt es erneut zu Übergriffen der Bataillonsangehörigen auf unbeteiligte Zivilisten, die so weit gehen, dass das Bataillon für seinen rücksichtslosen und grausamen Umgang mit Personen bekannt war, die für Partisanen gehalten wurden.
Durch weitere personelle Zuweisungen, war das Bataillon inzwischen auf eine Mannstärke von ca. 1.000 Mann angewachsen.

## 24. Waffen-Gebirgs-(Karstjäger-)Division

### Aufstellung der Division
Am 1. August 1944 zur Division heraufgestuft, bestand diese hauptsächlich aus Freiwilligen aus Italien und einem Anteil Soldaten aus Slowenien. Daneben gab es auch Reichsdeutsche (einschließlich Österreicher) und Volksdeutsche verschiedenen Alters und unterschiedlicher Abstammung sowie eine Minderheit von Soldaten aus Kroatien, Serbien und der Ukraine.
Auch die Uniformabzeichen der nicht reichsdeutschen Angehörigen waren eher atypisch für die Waffen-SS, zwar weiß auf schwarz, aber statt der SS-Runen (Sig-Runen) wurden folgende Abzeichen geführt: Eine Karstblume für die Volksdeutschen und die übrigen Ethnien (bei diesen manchmal auch gar kein Abzeichen), die Italiener trugen dazu – wenn auch nicht immer – ein grün-weiß-rotes Wappenschild gemäß der Nationalflagge am rechten Arm.
Einige Quellen zählen auch die Panzerabteilung Adria bzw. Panzer-Abteilung 202, die auf Anordnung von SS-Oberstgruppenführer und Generaloberst der Waffen-SS Paul Hausser aufgestellt wurde, während sich Hausser wegen einer Verwundung im Militärhospital von Triest befand, zur Waffen-SS und damit zu dieser Division.

### Waffen-Gebirgs-(Karstjäger-)Brigade
Die Division wurde wegen des Mangels an geeignetem Personal am 5. Dezember 1944 in die Waffen-Gebirgs-(Karstjäger)-Brigade zurückgegliedert, jedoch am 10. Februar 1945 wieder in 24. Waffen-Gebirgs-(Karstjäger-)Division der SS umbenannt.

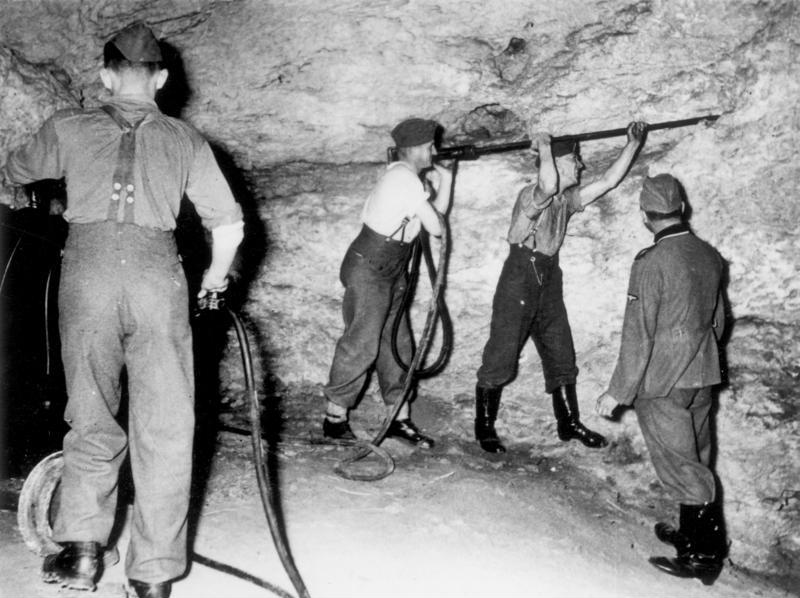
Archivtitel: „Die SS-Karst-Festungspioniere hatten die Aufgabe, vom Gegner ausgenützte ober- und unterirdische Karsterscheinungen mit ihren Spezialkampfmitteln zu überwinden bzw. die Karstphänomene in eigene Verteidigungsstellungen zweckentsprechend einzubauen.“

### Partisanenbekämpfung auf dem Balkan
Die Karstjäger bekämpften von November 1944 an hauptsächlich Partisanen in Julisch Venetien und im westlichen Slowenien bzw. Kroatien, kämpften gegen Kriegsende jedoch auch gegen die diese Region von Italien besetzenden britischen und neuseeländischen Truppen (inklusive der berühmten Desert Rats im Rahmen der brit. 8. Armee).
Besonders in der letzten Phase des Krieges war die Division auf der Suche nach italienischen Widerstandskämpfern bzw. kommunistischen jugoslawischen Partisanen an zahlreichen brutalen Gewaltexzessen und sinnlosen Zerstörungen beteiligt. Vor allem die italienischen Angehörigen der Division fielen in Julisch Venetien durch besonders brutales Vorgehen auf, nahezu entsprechendes galt für die Slowenen und Kroaten bei den Operationen in ihrem Heimatgebiet weiter östlich.

### Triest 1945
Die britische Armee berichtete von heftigem Widerstand dieser SS-Einheiten und zahlreichen zerstörten Panzerfahrzeugen, als diese mit einigen Einheiten der Armee der Sozialrepublik Italien (E.N.R.) die Stadt Triest weiterhin verbissen verteidigten, während die Wehrmacht die Stadt längst in Richtung Nordosten geräumt oder sich bereits den Briten und Neuseeländern ergeben hatte.
Die Kämpfe gegen die jugoslawischen Tito-Partisanen im Hinterland von Triest hielten noch bis zum 5. Mai 1945 an, nachdem britische und neuseeländische Truppen (8. Armee) diese Gegend mitsamt der Stadt am 2. Mai besetzt hatten.

### Rückzugskämpfe nach Österreich
Anschließend wurde nach der an jenem Tag offiziell wirksam werdenden offiziellen Kapitulation der deutschen Truppen in Italien der Kampf auf dem Rückzug zur unteren Drau bzw. im zu Kriegsende noch zum deutschen Machtbereich zählenden Teil von Slowenien bzw. Kärnten in Österreich bis zum 10. Mai fortgesetzt.

### Kapitulation
Die Reste der Division, sofern nicht schon vorher durch britische und neuseeländische Truppen gefangen genommen, ergaben sich zwei Tage nach der bedingungslosen Kapitulation von Berlin-Karlshorst am selben 10. Mai 1945 US-amerikanischen Truppen in Kärnten.

## Kriegsverbrechen
Der Karstwehr und den daraus entstandenen Einheiten werden zahlreiche Kriegsverbrechen zur Last gelegt.
Angehörigen des Karstwehr-Bataillons, aus dem später die Division hervorgegangen ist, werden vom Oktober 1943 bis April/Mai 1944 die Teilnahme an weiteren vier Massakern mit über 300 Opfern zugeschrieben, darunter das Massaker von Lipa mit allein 269 Opfern.
Laut dem von der Deutschen Bundesregierung finanzierten und von einer Historikerkommission geleiteten Projekt Atlante degli Stragi Naziste e Fasciste in Italia (dt. Atlas der nazistischen und faschistischen Massaker in Italien) wurden in Italien zwischen April 1944 und Mai 1945 knapp über 270 Personen durch Angehörige der 24. Waffen-Gebirgs-(Karstjäger-)Division der SS getötet.
Drei Tage nach der deutschen Kapitulation in Italien wurde bei einem Massaker am 2. Mai 1945 in Avasinis 51 Einwohner aus Rache für einen Angriff von Partisanen ermordet.
Der slowenische Geschichtsprofessor Tone Ferenc (ehemals Universität Ljubljana) kam zu dem Schluss, dass es kaum eine Truppe gegeben habe, die so viele Kriegsverbrechen an der Zivilbevölkerung beging wie die Karstwehr.

## Bezeichnungen
- SS-Karstwehr-Bataillon (1942 bis August 1944)
- 24. Waffen-Gebirgs-Division der SS „Karstjäger“ (August 1944 bis 5. Dezember 1944)
- Waffen-Gebirgs-(Karstjäger)-Brigade (6. Dezember 1944 bis 10. Februar 1945)
- 24. Waffen-Gebirgs-(Karstjäger-)Division der SS (11. Februar 1945 bis Mai 1945)

## Gliederung
- Waffen-Gebirgs-(Karstjäger)-Regiment der SS 59
- Waffen-Gebirgs-(Karstjäger)-Regiment der SS 60
- Waffen-Gebirgs-Artillerie-Regiment 24
- SS-Panzerkompanie
- SS-Gebirgsbatterie
- SS-Gebirgs-Sanitäts-Kompanie 24
- SS-Gebirgs-Nachrichten-Kompanie 24
- SS-Gebirgs-Pionier-Kompanie 24

## Personalstärke
- Juni 1942: 1831 Mann
- Juni 1944: 3000 Mann
- Februar 1945: 5563 Mann
- April 1945: etwa 8000 Mann[7]

## Kommandeure
- SS-Obersturmbannführer Karl Marx (August 1944 bis 5. Dezember 1944)
- SS-Sturmbannführer Werner Hahn (5. Dezember 1944 bis 10. Februar 1945)
- SS-Oberführer Adolf Wagner (10. Februar 1945 bis 8. Mai 1945)

Quartiermeister war SS-Hauptsturmführer Norbert Engel (1. August 1944 bis ?).